# 페녹시메틸 페니실린
페녹시메틸 페니실린(phenoxymethylpenicillin) 또는 페니실린 V(penicillin V, PcV), 페니실린 VK(penicillin VK)는 여러 가지 세균 감염병 치료에 사용되는 항생제이다. 구체적으로는 연쇄상구균 인두염, 중이염, 봉와직염 등에 이용된다. 또한 류마티스열 예방이나, 비장절제술 이후의 감염을 막기 위해서도 쓰인다. 경구로 투여한다.
설사, 구역질, 혹은 아나필락시스와 같은 알레르기 반응이 부작용으로 나타날 수 있다. 페니실린 알레르기의 과거력이 있는 환자에게는 권장되지 않는다. 임신 중 사용은 비교적 안전하다. 약물 분류상으로는 페니실린이 속한 베타-락탐계열 항생제에 포함된다. 대부분 세균을 죽이는 살균제의 작용을 한다.
1948년 엘라이 릴리에서 처음으로 페녹시메틸 페니실린을 만들어 냈다.:121 현재는 WHO 필수 의약품 목록에 등재되어 있다. 복제약으로도 이용 가능하다. 2020년 기준 미국에서는 90만 건 넘게 처방되어 319번째로 많이 처방된 약물로 알려졌다.